# 66999 Cudnik
66999 Cudnik este o planetă minoră (asteroid) din centura de asteroizi. A fost descoperită pe 5 decembrie 1999 la Catalina Station⁠(d) de Catalina Sky Survey. 
Obiectul prezintă o orbită caracterizată de o semiaxă mare de 2,994657885518 UAi, o excentricitate de 0,044971585895504, o înclinație de 8,813625272806 ° în raport cu ecliptica.